# Ködöböcz Gábor
Ködöböcz Gábor (Vásárosnamény, 1959. augusztus 6. –) József Attila-díjas magyar irodalomtörténész, pedagógus.

## Élete
Szülei: Ködöböcz Gábor és Barkaszi Margit. 1977–1983 között a  Kossuth Lajos Tudományegyetem Bölcsészettudományi Karának magyar-történelem szakos hallgatója volt. 1983–1986 között a hajdúbszörményi Bocskai István Gimnáziumban tanított. 1986 óta az Eszterházy Károly Főiskola irodalomtudományi tanszékén dolgozik, 1997–2005 között adjunktus volt, 2005 óta docens. 1999 óta a Kálnoky László Irodalmi és Művészeti Egyesület elnöke. 2000 óta a Tokaji Írótábor kuratóriumának tagja. 2007 óta az Agria című folyóirat alapító főszerkesztője, 2011 óta a Magyar Írószövetség Észak-magyarországi Írócsoportjának titkára.
Kutatási területe a határon túli magyar irodalom és a kortárs magyar irodalom.

## Magánélete
1983-ban házasságot kötött Tóth Ágnessel. Két gyermekük született; Anna (1985) és Gábor (1989).

## Művei
- Hagyomány és újítás Kányádi Sándor költészetében (2002)
- Értékvilág és formarend (esszék, tanulmányok, 2003)
- Megtartó párbeszéd (esszék, tanulmányok, kritikák, interjúk, 2009)
- Erdélyi élmény - erdélyi gondolat (esszék, tanulmányok, kritikák, interjúk, 2011)
- Kiss Benedek; MMA, Bp., 2014 (Közelképek írókról)
- Szépen magyarul, szépen emberül. Esszék, tanulmányok, pályaképek (Magyar Napló–Írott Szó Alapítvány, Bp., 2014)
- Költők, versek, erőterek – Válogatott és új esszék, tanulmányok (Hungarovox, 2019)

## Díjai, elismerései
- Eszterházy Károly Emlékérem (2010)[1]
- Partiumi Írótábor Irodalmi díja (2011)[1]
- Petőfi Sándor Sajtószabadság díj – Magyar Újságírók Közössége (2015. március 15.)[2][3]
- Magyar Arany Érdemkereszt polgári tagozat (2019. augusztus 20.)[4]
- József Attila-díj (2022)[5]